# Powiat Kama
Powiat Kama (jap. 嘉麻郡 Kama-gun) – dawny powiat w Japonii, w prefekturze Fukuoka.

## Historia

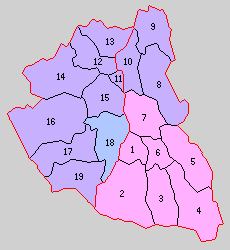
Powiat Kama (1–10 – 1889 r.)

W pierwszym roku okresu Meiji na terenie powiatu znajdowały się 63 wioski.
Powiat został założony 1 listopada 1878 roku. 1 kwietnia 1889 roku powiat został podzielony na 10 wiosek: Usui, Senzu, Ashijiro, Miyano, Kumada, Ōguma, Inatsuki, Shōnai, Kaita i Kasamatsu. 18 stycznia 1892 roku wioska Ōguma zdobyła status miejscowości.
1 kwietnia 1896 roku powiat Kama został włączony w teren nowo powstałego powiatu Kaho. W wyniku tego połączenia powiat został rozwiązany.